# Pravoslavlje (novine)
Za drugo značenje vidi Pravoslavlje.
Pravoslavlje su službene novine Srpske pravoslavne crkve. Izdaje ih Informativno-izdavačka ustanova Svetog arhijerejskog sinoda Srpske pravoslavne crkve.
Časopis Pravoslavlje izlazi dva puta mjesečno i tiraž mu je 10.000 primjeraka. Časopis sadrži 48 strana i obrađuje širok spektar tema, uključujući teologiju, politiku, društvo, itd. 
U početku su za časopis SPC pisali isključivo svečenici a u međuvremenu sve je više laika koji pišu za „Pravoslavlje“.

## Povijest
Prvi broj časopisa „Pravoslavlje“ je objavljen 15. travnja 1967. godine s blagoslovom patrijarha srpskog Germana. Pravoslavlje se u razdobllju SFRJ više bavilo Svetim pismom, nego društvenim događajima. Tako "Pravoslavlja" od 1. siječnja 1974. godine, u rubrici "Sveto pismo u pitanjima i odgovorima", tumači riejči svetog Pavla iz poslanice Rimljanima (13, 1-2): "Svaki čovjek se pokorava pretpostavljenim vlastima. Jer nema vlasti a da nije od Boga; Bog je postavio vlasti koje postoje. Stoga, tko se protivi vlasti - protivi se Božijem poretku, a koji se protive primiti će svoju osudu." Tu se kaže da apostol Pavao ne razmatra način na koji je vlast nastala (naslijeđem, izborom ili uzurpacijom), i kakva je ona, nego samo njeno božansko podrijetlo. Moguća je i zlouporaba vlasti, ali čak ni to ne umanjuje njeno božansko podrijetlo. Za kršćane treba uvijek važiti načelo da se pokoravaju ne samo dobrim nego i zlim vladarima, tj. ne samo onima koje je Bog postavio nego i onima koje je dopustio.
Povodom smrti Josipa Broza Tita na naslovnoj strani Pravoslavlja je objavljen tekst: 
U godinama nakon Titove smrti, crkvenim izdavaštvom su zavladali drugačija uređivačka načela. U tom razdoblju je skupina nacionalistički orijentiranih justinovaca i nikolajevaca preuzela vodeće svečeničke funkcije u SPC, pa se Pravoslavlje više okreće političkim i vojnim temama, a manje teološkim. Sveto pismo će se spominjati tek uzgred, često radi opravdanja političkih stavova.
Krajem 1983. godine "Pravoslavlje" započinje objavljivanje feljtona Atanasija Jevtića „Od Kosova do Jadovna“, u kojem opisuje stradanja srpskog naroda u raznim vremenima i raznim dijelovima Jugoslavije. Feljton prvo detaljno opisuje napade na Srbe na Kosovu, maltretiranje monaha, silovanja monahinja, itd, a zatim u nastavku s kosovske suvremenosti prelazi na prošlost i stradanja Srba u NDH.
Tijekom velikosrpske agresije, ovaj list postaje izrazito nacionalno orijentiran. Crkveni autori su novu hrvatsku državu odmah usporedili s ustaškom Nezavisnom Državom Hrvatskom. U "Pravoslavlju" je 15. ožujka 1991. godine objavljen tekst vladike Lukijana slavonskog pod naslovom "Antisrpsko nastupanje ustaške države". Crkvena štampa je mnogo uradila na ubeđivanju srpskog naroda u ustaštvo novih hrvatskih vlasti. Na naslovnoj strani "Pravoslavlja" od 1. studenog 1991. godine je objavljeno pismo patrijarha Pavla lordu Carringtonu u kom se kaže da "Srbi ne mogu da žive sa Hrvatima ni u kakvoj državi. Ni u kakvoj Hrvatskoj." i da "Delovi Hrvatske moraju biti pripojeni matici srpskog naroda, Republici Srbiji". Nakon pada Vukovara 18. studenog 1991. 'Pravoslavlje' je objavilo da deca Vukovara dišu radošću i srećom jer su oslobođena. Nakon referenduma za nezavisnost BiH, glavni urednik "Pravoslavlja" Dragan Terzić je u ožujku 1992. pisao da bi Srbi u BiH imali isti status koji imaju kršćani u islamskim zemljama, tj. “bili bi robovi", što su već iskusili tijekom islamske okupacije. Uoči prvih sukoba u Bosni, "Pravoslavlje" 15. ožujka 1992. piše da rat ne mora nužno biti loš, i da mir ne mora nužno biti dobar, već ovisi od sadržaja kojim su ispunjeni.
Mitropolit Jovan je od 15. veljače 1992. do 1. prosinca 1994. godine bio član uređivačkog odbora "Pravoslavlja", ali nije imao utjecaja na uređivanje, jer se "uređivački odbor nije sastajao". Jovan se zbog toga dva puta pismeno žalio arhijerejskom sinodu, juna i sudenom 1994. godine, iznevši brojne primjedbe. U to vrijeme, u Sinodu je nadležni za crkvene medije bio mitropolit Amfilohije. Pošto su pročitali Jovanove primedbe, članovi Sinoda su ga prosincu 1994. uklonili iz uređivačkog odbora. On je za svoju smjenu saznao u 'Pravoslavlju' br. 668 od 15. siječnja 1995. Umjesto uklonjenog Jovana, novi član uređivačkog odbora postao je Amfilohije koji je kasnije postavljen i za predsjednika uređivačkog odbora "Pravoslavlja".
Tijekom 2000-ih godina, protuzapadni i protueuropski diskurs je postao dominantan i glasan. Službena crkvena publikacija Pravoslavlje je praktično poprimila karakter protuzapadnog glasila, u kom su oni koji misle drugačije redovito prozivani kao izdajnici, nesrbi, euroslinavci, „novodobci“, itd. Pravoslavlje često govori o uroti Zapada u cilju "duhovnog genocida" srpskog naroda posredstvom „sekti“. Navodno, postoji „plan o sistematskom pokrivanju cijele Srbije... mrežom sekti“.
U studenom 2008., časopis „Pravoslavlje“ je obilježio izlaženje 1.000 broja.

## Vanjske poveznice
- Православље - НОВИНЕ СРПСКЕ ПАТРИЈАРШИЈЕ  Arhivirana inačica izvorne stranice od 21. listopada 2014. (Wayback Machine)